# Glória (Río de Janeiro)

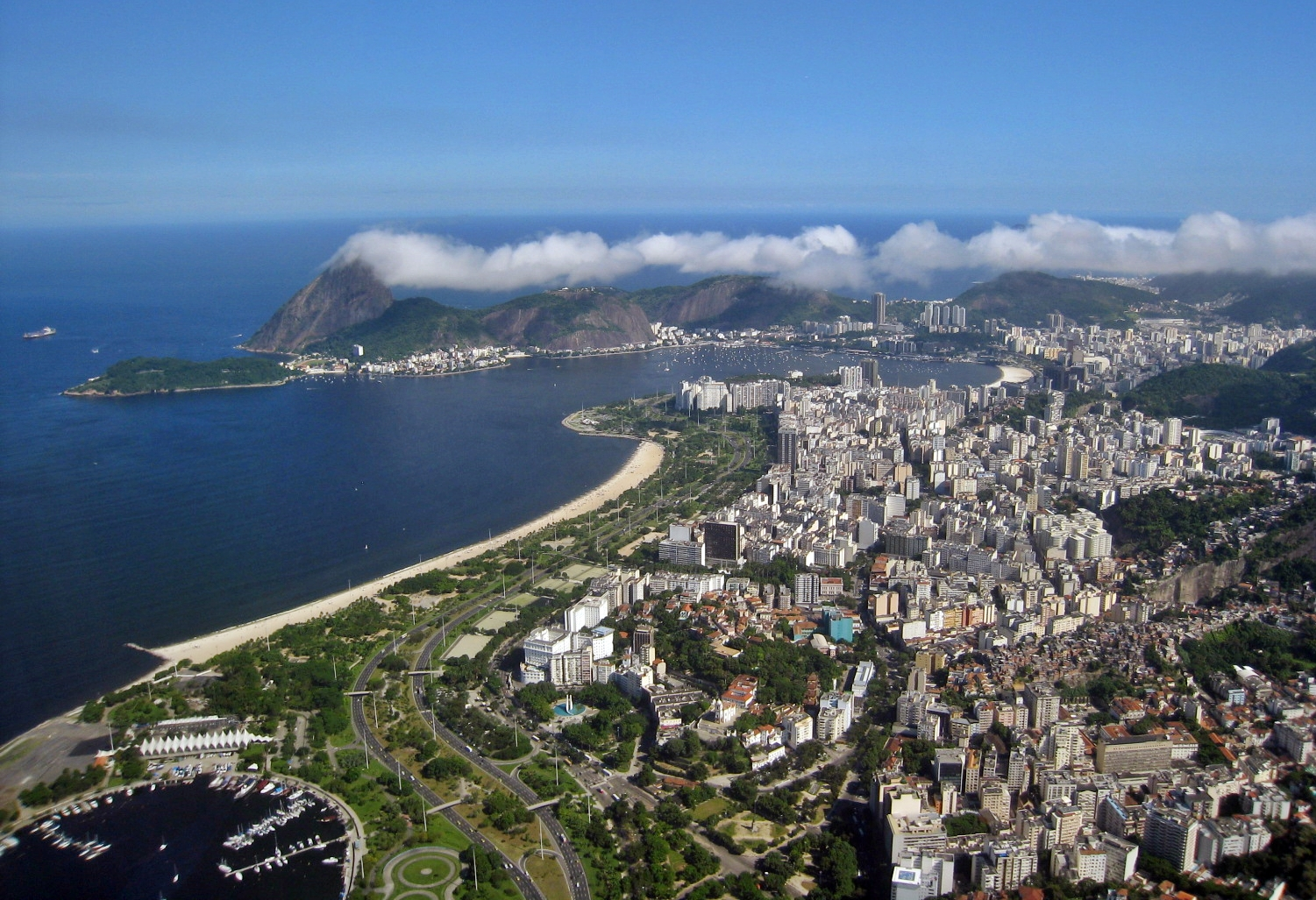
Vista parcial de Glória. Detrás, los barrios de Flamengo, Catete, Botafogo y el cerro Pan de Açúcar.

Glória es un barrio de la Zona Central de la ciudad de Río de Janeiro, Brasil. Ubicado en el límite de la Zona Sur, el barrio es considerado como el último de la "Zona Central". Bañado por la bahía de Guanabara, en ella se encuentran algunos de los principales atractivos turísticos de la ciudad como el Parque do Flamengo, la Praia do Flamengo, la Plaza París, la Marina da Glória, el Museo de Arte Moderno de Río de Janeiro, el edificio Manchete, el Monumento Nacional a los Muertos de la Segunda Guerra Mundial y la Imperial Hermandad de Nuestra Señora de la Gloria de Outeiro — una de las iglesias más antiguas de la ciudad, considerada una joya de la arquitectura colonial brasileña. Glória limita con los barrios de Flamengo, Lapa, Catete y Santa Teresa, y está atendia por la estación de metro de Glória, además de ser transitada por decenas de líneas de ómnibus que se dirigen a todas las zonas de la ciudad.

## Límites y ubicación
Glória es parte del Área de Planeamiento 2 y comparte la Región Administrativa IV (Botafogo) con los barrios Flamengo, Laranjeiras, Catete, Cosme Velho, Botafogo, Humaitá y Urca. Limita al norte con el centro, al oeste con Santa Teresa, al sudoeste con Catete, al sur con Flamengo y al este con la Bahía de Guanabara. El barrio ocupa un área de 114,01 hectáreas. Sus áreas urbanizadas y/o alteradas alcanzan a 96,66 hectáreas.

## Toponimia

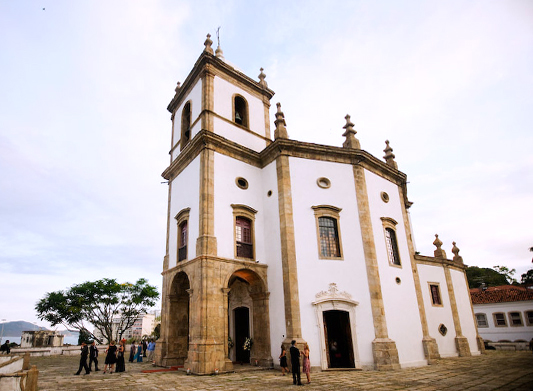
La iglesia de Nuestra Señora de la Gloria de Outeiro.

El barrio debe su nombre a la iglesia de Nuestra Señora de la Gloria de Outeiro, conocida popularmente como iglesia de Glória.

## Historia
Según el escritor francés Jean de Léry, que formó parte de la expedición francesa que intentó implantar la Francia Antártica en la bahía de Guanabara en el siglo XVI, existía una aldea tupinambá a los pies del actual Outeiro de Glórica, en una desembocaduras del río Carioca (más específicamente, la desembocadura del río Catete, que era un brazo del río Carioca). Tal aldea se llamaba Kariók o Karióg (casa de carijó) y habría dado origen al actual gentilicio de la ciudad de Río de Janeiro, "carioca".
Durante la expulsión de los franceses de la zona por los portugueses en el siglo XVI, se dieron en la zona violentos combates entre portugueses y sus aliados indígenas de un lado, y franceses junto con tupinambás del otro. Los franceses y los tupinambás habían construido una fuerte empalizada en el área conocida como el "Atrincheramiento de UruçuMirim". Uruçu-Mirim es una palabra tupi que significa pequeña abeja. En una de esas batallas, el 20 de enero de 1567, fue mortalmente herido el líder portugués Estácio de Sá, quien había fundado la ciudad de Río de Janeiro dos años antes. 

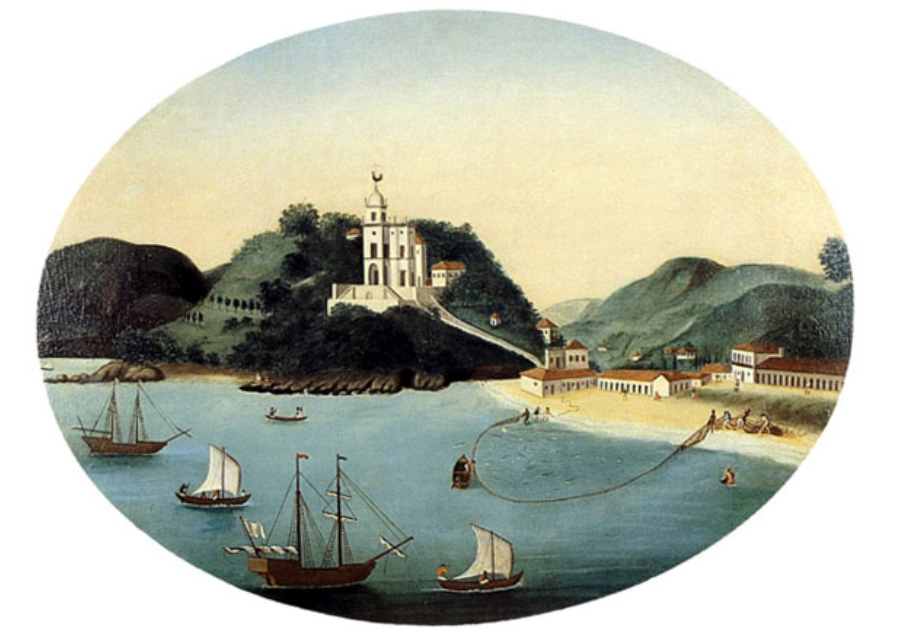
Glória, de Leandro Joaquim (1790).

La ocupación del barrio fue una lucha permanente contra la naturaleza. La zona obligaba a trasladarse por un camino tortuoso entre lagunas, pantanos y cerros. En la región estaban la Lagoa do Boqueirão da Ajuda (hoy nivelada con tierra -aterro- y transformada en paseo público), la Praia das Areias de Espanha (actualmente Lapa) y la Lagoa do Boqueirão da Glória (luego Largo da Glória).
En 1671 fue construida una capilla en la colina de Glória por el portugués Antonio Caminha para albergar la imagen de Nuestra Señora de la Gloria. En 1714, en el mismo lugar, comenzó a erigirse una iglesia de piedra y cal, en estilo barroco, proyecto del arquitecto José Cardoso Ramalho. Concluida en 1740, se conoció como Igreja de Nossa Senhora da Glória do Outeiro.El barrio debe su nombre a esta iglesia y en su entorno se consolidó el poblamiento de este barrio.
En 1775, para resolver el problema de las inundaciones del camino fue construida la Amurada da Glória. En el siglo XIX, grandes hacendados del café se instalaron en imponentes mansiones de la zona, seguidos por miembros de la nobleza y por comerciantes adinerados.
La iglesia adquirió una categoría especial a partir del siglo XIX con la llegada de la corte real portuguesa al Brasil. El príncipe regente y futuro rey Juan VI le tomó cariño al templo, al que solía acudir para oír misa. Sus sucesores mantuvieron la predilección por la iglesia. Pedro I inició la tradición de bautizar a los príncipes en su interior. En ella fueron bautizados la futura reina María II y el futuro emperador Pedro II (la princesa Isabel fue bautizada en la Iglesia de Nuestra Señora del Monte Carmelo). Hasta la actualidad, la familia real brasileña bautiza a sus hijos ahí.
El antiguo hospital de Beneficência Portuguesa (1840) permanece hasta hoy como una de las edificaciones más representativas de la arquitectura de la época.

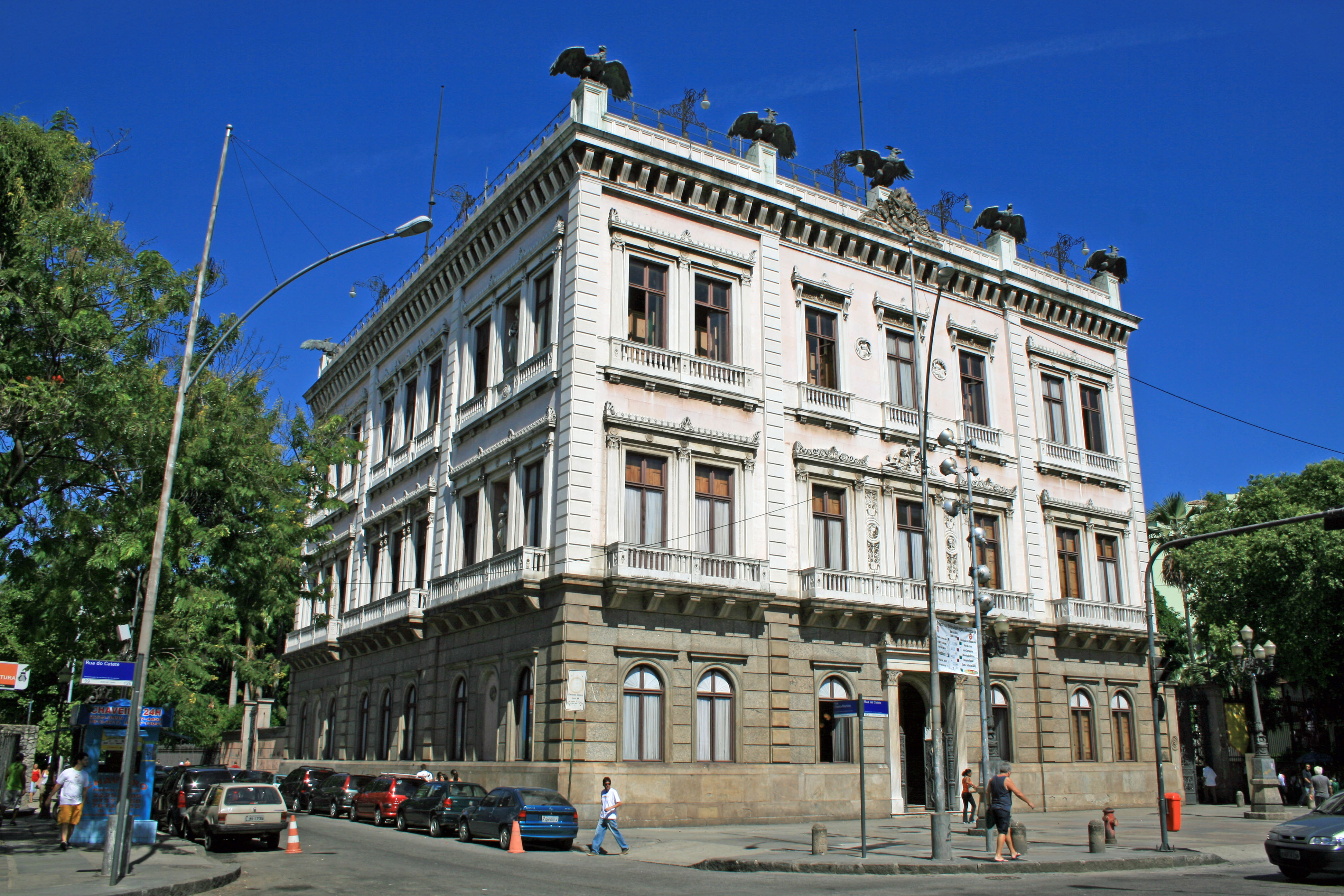
El Palacio de Catete, construido en 1862.

Los numerosos aterros realizados en la costanera y en los cursos de ríos hicieron que se poblara masivamente el barrio. En 1844 se instala un servicio de transporte urbano con el uso de diligencias, lo que llevó a Glória a gente de la clase media, pequeños comerciantes y, más adelante, personas de toda clase social.
En 1854, el Barón de Mauá inauguró el sistema de iluminación pública a gas, lo que permitió el desenvolvimiento de una intensa vida nocturna en torno a bares y restaurantes. La construcción del Palacio de Catete en 1862 (entonces Palácio do Barão de Nova Friburgo) impulsó el desenvolvimiento de la región.
En 1890, cuando Río de Janeiro alcanzó los 551.559 habitantes, el servicio de iluminación llega a más de diez mil puntos de la ciudad, transformando la urbe en una de las ciudades por entonces mejor iluminadas del mundo. La iluminación y el trasporte calificaban el uso del suelo: los terrenos más valorizados eran los que tenían mejores servicios públicos.
En la primera década del siglo XX, las nivelaciones para ganar terrenos al mar (incluidas en la reforma urbana del prefecto Francisco Pereira Passos) hicieron que Glória (al igual que el vecino barrio Catete) sufriera transformaciones radicales. En 1905, Pereira Passos instaló en el barrio un reloj art nouveau, estilo que se volvería característico en Glória.

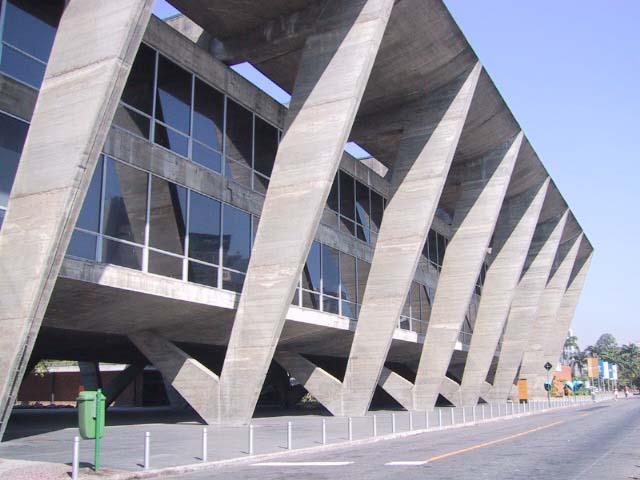
El Museo de Arte Moderno de Río de Janeiro, construido en 1948.

En 1905 fue construido el reloj del Largo de Glória que continúa siendo una referencia arquitectónica del barrio hasta el día de hoy. El 15 de agosto de 1922 fue inaugurado el Hotel Glória.
Hasta los años 1930, el barrio era considerado como el "Saint-Germain-des-Pres carioca" ya que, desde fines de la década de 1880, albergaba hoteles que servían de residencia a diputados y senadores en ejercicio en la capital. Incluso, hasta la primera mitad del siglo XX, debido a su proximidad con el Centro y el barrio de Catete, tenía la mayor concentración de embajadas en la ciudad. Luego de la transferencia de la capital a Brasilia en 1960, esa característica se perdió.
Buena parte de sus modelos arquitectónicos y su urbanismo se inspiraron en París. En efecto, durante la administración de Prado Júnior (1926-1930), el barrio recibe la Plaza París, construida sobre el aterro de la antigua Praia das Areias de Espanha, con jardines inspirados en la belle époque francesa. En los alrededores surgen edificios art nouveau y se pone de moda pasear entre las alamedas de esta plaza. 
El perfil aristocrático del barrio empieza a declinar a partir de 1930, cuando el mayor flujo de vehículos es derivado a la avenida Beira-Mar, lo que llevó a que personas de bajo poder adquisitivo se mudaran a Glória.  Entre 1930 y 1960 las casonas de estilo ecléctico y gran parte de las villas obreras del barrio fueron derrumbadas para dar lugar a los edificios que caracterizan el barrio en la actualidad. En 1956, se inauguró el restaurante "Casa da Suíça" que fue una referencia cultura del barrio hasta el 2017. En 1965 se inauguró el Parque Brigadier Eduardo Gomes y en 1979 la Marina da Glória
El proceso de deterioro urbano que comenzó en la segunda mitad del siglo XXI, empezó a revertirse lentamente con la estación de metrô (subterráneo) de Glória (inaugurada en 1979, y con un flujo de 18 mil pasajeros diarios en 2009) y los numerosos eventos que se realizan en locales como la Marina da Glória y el Museo de Arte Moderna, ambos en el Parque Brigadeiro Eduardo Gomes (o parque de Flamengo), creado en la década de 1960.

## Población
Glória cuenta con una población estable de 10.098 personas, de las cuales 4.398 son hombres y 5.700 mujeres. La razón de sexo del barrio es de 77,15 hombres cada cien mujeres. Tiene un densidad poblacional de 88,57 habitantes por kilómetro cuadrado y una esperanza de vida al nacer de 77,37 años
El Índice de Desarrollo Humano (IDH) de Gloria es de 0,940, igual al de Alemania. Su tasa de alfabetización de adultos es de 99,06%, lo que lo sitúa entre los cinco barrios de la ciudad con mayor índice.
Hay un total de 4.358 domicilios, de los cuales 1.354 tienen un solo morador y en 1.325 viven dos personas. En Glória hay dos escuelas municipales, con 1009 alumnos.
Según datos del Instituto Municipal de Urbanismo Pereira Passos de 2004, Glória es uno de los 25 barrios de Río de Janeiro sin favelas.

## Lugares destacados

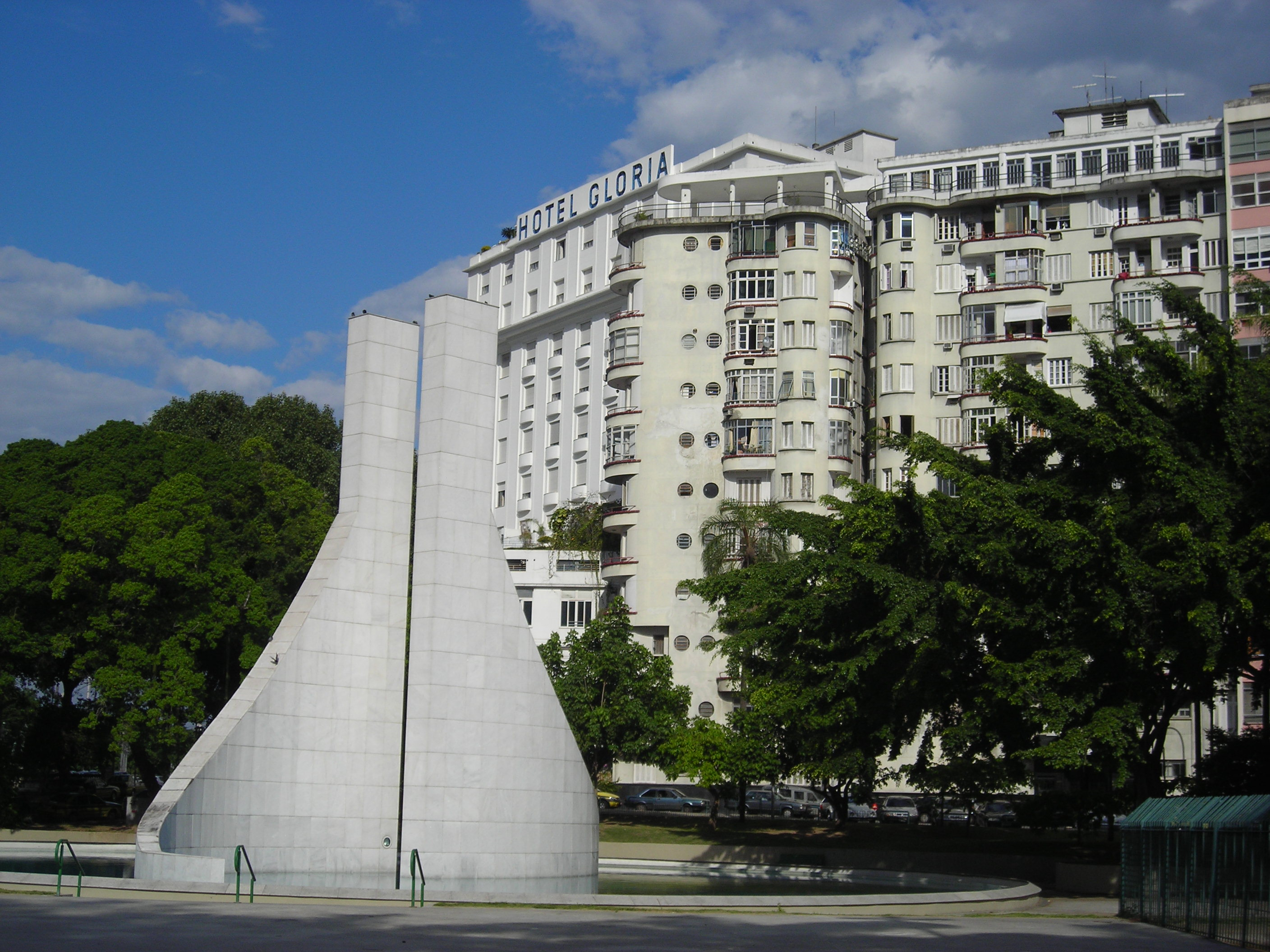
Hotel Glória.

Algunos de los lugares destacados son:
- Iglesia de Nuestra Señora de la Gloria de Outeiro
- Hotel Glória
- Edificio Manchete
- Museo de Arte Moderno de Río de Janeiro
- Marina da Glória
- Monumento a los muertos de la Segunda Guerra Mundial

También se destacan el Memorial Getúlio Vargas, en la plaza Luis de Camões, así como la sede de la Arquidiócesis de Río de Janeiro (Palácio São Joaquim), el Sistema Globo de Rádio, la sede de la Igreja Positivista do Brasil, el Centro do Movimento (Compañía de Danza Deborah Colker), el edificio Milton, el Monumento ao centenàrio da abertura dos portos de 1908 y la estatua de Pedro Álvares Cabral (construida en 1900).
En Glória se encuentran tres museos: de la Segunda Guerra Mundial (histórico), la Fundação Oscar Niemeyer (de artes) y el Museo Imperial Nossa Senhora Glória do Outeiro (histórico).